# Victor Müller-Heß
Victor Müller-Heß (* 25. Februar 1883 in Beschania nahe Semlin, Königreich Ungarn, Österreich-Ungarn; † 16. August 1960 in Berlin) war ein deutscher Gerichtsmediziner.

## Leben
Victor Müller-Heß wurde in Beschania bei Semlin in Syrmien, Österreich-Ungarn (heute Serbien) als Rudolf Victor Müller als Kind evangelischer Donauschwaben geboren. Er war ein Sohn des Schuldirektors und Religionslehrers Ludwig Victor Müller und seiner Ehefrau Anna Maria, geb. Heß. Den Namensbestandteil „Heß“, den Mädchennamen seiner Mutter, fügte er erst 1919 seinem Familiennamen bei.
Er besuchte die ersten fünf Jahre die deutsche Volksschule in seinem Heimatort, danach wechselte er in das kroatische Realgymnasium Semlin, welches er 1902 mit dem Abitur abschloss. Ab 1901 studierte er in Wien, Leipzig, Bonn, Kiel und erneut Leipzig. Zwischendurch leistete er Militärdienst. Das medizinischen Staatsexamen bestand er im Juli 1908 in Leipzig. Von 1908 bis 1910 war er als Assistent bei den Psychiatern Aschaffenburg in Köln (1908–1909) und Blauler in Zürich (1909–1910) beschäftigt.
Er promovierte mit einer Dissertation über das Thema „Über ungewöhnliche Fälle von Sublimatvergiftungen“ zum Dr. med. Die Approbation erhielt er am 30. April 1911. Von 1911 bis 1914 war er 1. Assistent bei der städtischen Nervenheilanstalt in Chemnitz.
Nach dem Beginn des Ersten Weltkriegs wechselte Müller-Heß als Assistenzarzt vom k.u.k.-Heer in das deutsche Heer. Er wurde als Oberarzt im Reservelazarett 91 verwendet. Im Krieg erhielt er das Eiserne Kreuz 2. Klasse und den Sächsisch-Albertinischen Orden mit Krone 2. Klasse. Als Kriegsbeschädigter war er von 1916 bis 1917 bei dem Pathologen Schmorl in Dresden tätig. Am 5. Mai 1917 legte Müller-Heß sein Kreisarztexamen ab. Von 1918 bis 1922 war er Assistent an dem von Georg Puppe geleiteten gerichtsmedizinischen Universitätsinstitut in Königsberg, von 1920 bis 1922 war er zugleich Gerichtsarzt in Königsberg. Am 6. August 1920 habilitierte er dort.

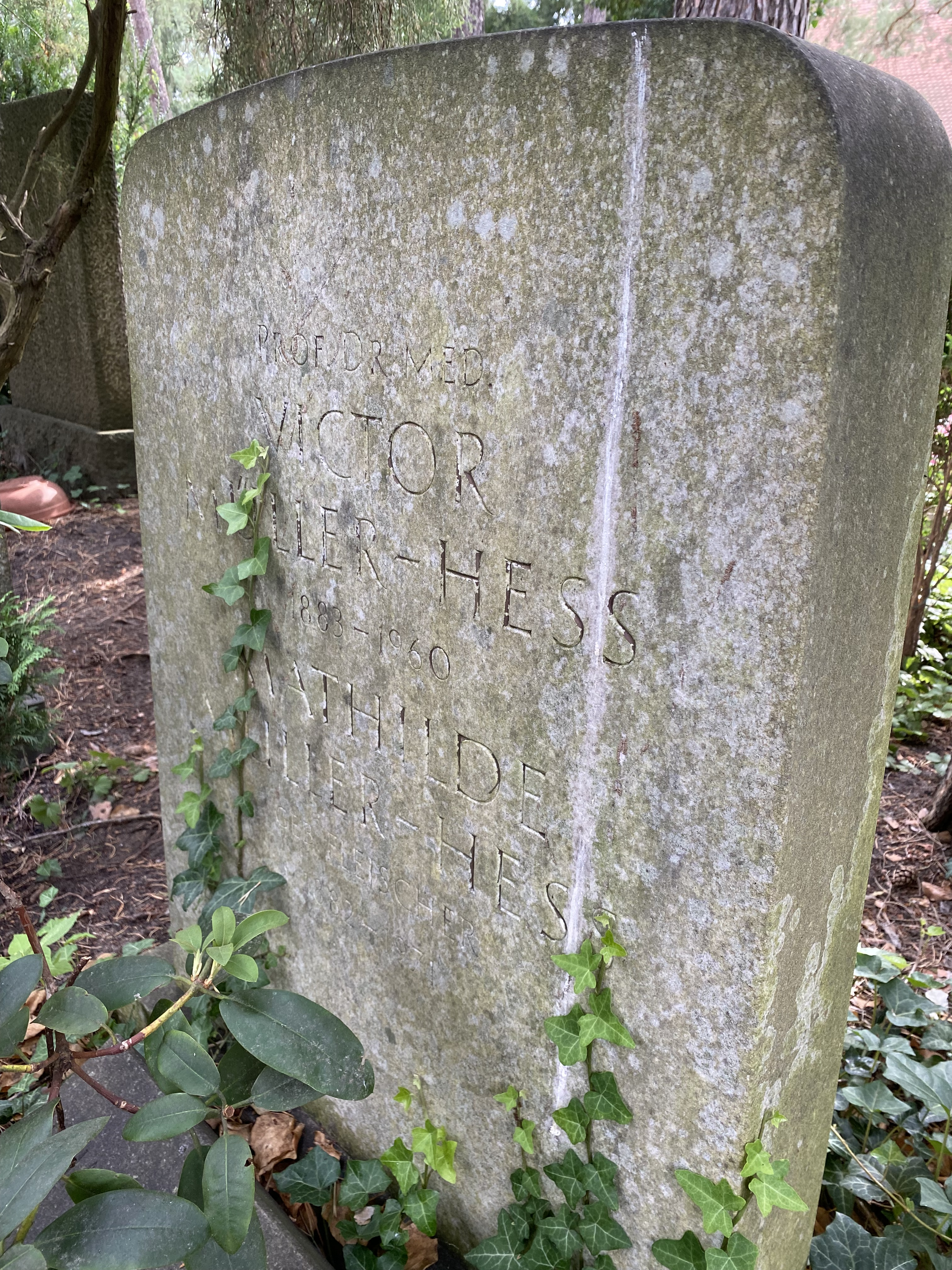
Grabstätte auf dem Waldfriedhof Dahlem

Am 6. Mai 1922 wurde Müller-Heß zum ordentlichen Professor an der Universität Bonn berufen. Am 1. November 1930 wurde er Ordinarius und Direktor des Instituts für gerichtliche Medizin und Kriminalistik der Universität Berlin. Als seine besondere Forschungsgebiete gab er in den 1930er Jahren gerichtliche und soziale Medizin, insbesondere Kriminalpsychologie und Jugendkriminalität.
Nach dem Tode von Gerhart Panning übernahm Müller-Heß Anfang 1944 die Leitung des Instituts für wehrgerichtliche Medizin der Militärärztlichen Akademie. Müller-Heß hatte noch für den 60. Geburtstag von Siegfried Handloser am 25. März 1945 eine umfangreiche Publikation unter dem Titel „Über die Wirkungsweise verschiedener Geschoßarten auf den menschlichen Körper“ vorbereitet, die infolge des Kriegsendes nicht mehr erschien.
Laut Friedrich Herber war Müller-Heß kein NSDAP-Mitglied und blieb so nach 1945 Ordinarius und Direktor des Berliner Instituts. Allerdings hatte Müller-Heß offensichtlich Gutachten beim Erbgesundheitsgericht in Berlin geschrieben, die zur Zwangssterilisation führten, und er wurde als Gutachter bei für die NSDAP politisch und propagandistisch wichtigen Prozessen berufen.
1949 wurde Müller-Heß Direktor des Instituts für gerichtliche und soziale Medizin der Freien Universität Berlin bis zu seiner Emeritierung 1954.
Selbst Schüler von Georg Puppe, wirkte Müller-Heß auch durch seine Schüler Ferdinand Wiethold, Gerhart Panning, Wilhelm Hallermann und Franz Josef Holzer.
Victor Müller-Heß starb 1960 im Alter von 77 Jahren in Berlin. Sein Grab befindet sich auf dem Waldfriedhof Dahlem.

## Ehe und Familie
Am 28. Oktober 1928 heiratete Müller-Heß Mathilde Fleischer (* 15. Januar 1882; † 28. November 1971). Aus einer früheren, 17. Mai 1911 geschlossenen, Ehe mit Helene Fleischer (* 30. Oktober 1885) gingen die Söhne Bernhard (* 17. März 1912), Hans Georg (* 1. Mai 1914) und Helmut (* 26. Mai 1922) hervor.

## Archivarische Überlieferung
Im Bundesarchiv Berlin wird eine Karteikarte zu Müller-Heß aus den Hinterlassenschaften des Ministeriums für Volksbildung verwahrt (R 4901/13272). Diese kann über die invenio-Datenbank des Archivs online eingesehen werden.

## Tätigkeit als Sachverständiger
Victor Müller-Heß kam in dem Mordverfahren gegen Adolf Seefeldt zu der Überzeugung, dass alle Mordopfer nicht vergiftet, sondern erwürgt oder erdrosselt wurden.